# Venezuela közigazgatási beosztása
Venezuela közigazgatási beosztása az alábbi területi egységekre épül:
- 9 politikai-közigazgatási régió (spanyolul Regiones político-administrativas)
  - 23 szövetségi állam (estado)
  - 1 szövetségi terület (territorio federal)
  - 1 szövetségi kerület (distrito federal)

## Politikai-közigazgatási régiók

Venezuela politikai-közigazgatási régiói

| Név                                              | Népesség (fő) | Terület (km²) | Szövetségi államok, területek               |
| ------------------------------------------------ | ------------- | ------------- | ------------------------------------------- |
| Andoki régió (Región Los Andes)                  | 2 210 194     | 53 900        | Barinas, Mérida, Táchira, Trujillo,         |
| Északkelet-Venezuela (Región Nor-Oriental)       | 3 165 217     | 84 030        | Anzoátegui, Monagas, Sucre                  |
| Főváros környéke (Región Capital)                | 5 403 441     | 9 879         | Miranda, Vargas, Distrito Capital (Caracas) |
| Közép-Venezuela (Región Central)                 | 4 026 931     | 26 464        | Aragua, Carabobo, Cojedes                   |
| Középnyugat-Venezuela (Región Centro Occidental) | 3 976 319     | 66 900        | Falcón, Lara, Portuguesa, Yaracuy           |
| Llanos (Región de los Llanos)                    | 1 181 650     | 141 486       | Apure (kivéve Páez megye), Guárico          |
| Szigetek (Región Insular)                        | 428 582       | 28 930        | Nueva Esparta, Dependencias Federales       |
| Venezuelai Guyana (Provincia de Guayana)         | 1 776 545     | 458 344       | Bolívar, Amazonas, Delta Amacuro            |
| Zulia (Región Zuliana)                           | 3 520 376     | 63 100        | Zulia                                       |

## A szövetségi államok adatai
A 23 szövetségi állam (és a két különleges terület) adatai.
| Zászló | Címer | Név                    | Székhely               | Népesség (2007) Lakossági részesedés (%) | Terület (km²) Területi részesedés (%) | Népsűrűség (fő/km²) | Régió               | Fekvés                                            |
| ------ | ----- | ---------------------- | ---------------------- | ---------------------------------------- | ------------------------------------- | ------------------- | ------------------- | ------------------------------------------------- |
|        |       | Amazonas               | Puerto Ayacucho        | 142 220 0,517%                           | 180 145 km² 19,652%                   | 0,79 fő/km²         | Guayana             | Amazonas állam fekvése Venezuelán belül           |
|        |       | Anzoátegui             | Barcelona              | 1 477 926 5,369%                         | 43 300 km² 4,723%                     | 34,13 fő/km²        | Nor-Oriental        | Anzoátegui állam fekvése Venezuelán belül         |
|        |       | Apure                  | San Fernando de Apure  | 473 941 1,722%                           | 76 500 km² 8,345%                     | 6,20 fő/km²         | Llanos              | Apure állam fekvése Venezuelán belül              |
|        |       | Aragua                 | Maracay                | 1 665 247 6,049%                         | 7 014 km² 0,765%                      | 237,42 fő/km²       | Central             | Aragua állam fekvése Venezuelán belül             |
|        |       | Barinas                | Barinas                | 756 581 2,748%                           | 35 200 km² 3,84%                      | 21,49 fő/km²        | Andean              | Barinas állam fekvése Venezuelán belül            |
|        |       | Bolívar                | Ciudad Bolívar         | 1 534 825 5,575%                         | 238 000 km² 25,963%                   | 6,45 fő/km²         | Guayana             | Bolívar állam fekvése Venezuelán belül            |
|        |       | Carabobo               | Valencia               | 2 227 000 8,09%                          | 4650 km² 0,507%                       | 478,92 fő/km²       | Central             | Carabobo állam fekvése Venezuelán belül           |
|        |       | Cojedes                | San Carlos             | 300 288 1,091%                           | 14 800 km² 1,614%                     | 20,29 fő/km²        | Central             | Cojedes állam fekvése Venezuelán belül            |
|        |       | Delta Amacuro          | Tucupita               | 152 679 0,555%                           | 40 200 km² 4,385%                     | 3,80 fő/km²         | Guayana             | Delta Amacuro állam fekvése Venezuelán belül      |
|        |       | Distrito Capital       | Caracas                | 2 091 452 7,597%                         | 433 km² 0,047%                        | 4 830,14 fő/km²     | Capital             | A Distrito Capital fekvése Venezuelán belül       |
|        |       | Falcón                 | Coro                   | 901 518 3,275%                           | 24 800 km² 2,705%                     | 36,35 fő/km²        | Central- Occidental | Falcón állam fekvése Venezuelán belül             |
|        |       | Guárico                | San Juan de los Morros | 745 124 2,707%                           | 64 986 km² 7,089%                     | 11,47 fő/km²        | Llanos              | Guárico állam fekvése Venezuelán belül            |
|        |       | Lara                   | Barquisimeto           | 1 824 087 6,626%                         | 19 800 km² 2,16%                      | 92,13 fő/km²        | Central- Occidental | Lara állam fekvése Venezuelán belül               |
|        |       | Mérida                 | Mérida                 | 843 830 3,065%                           | 11 300 km² 1,233%                     | 74,68 fő/km²        | Andean              | Mérida állam fekvése Venezuelán belül             |
|        |       | Miranda                | Los Teques             | 2 857 943 10,382%                        | 7950 km² 0,867%                       | 359,49 fő/km²       | Capital             | Miranda állam fekvése Venezuelán belül            |
|        |       | Monagas                | Maturín                | 865 322 3,143%                           | 28 930 km² 3,156%                     | 29,91 fő/km²        | Nor- Oriental       | Monagas állam fekvése Venezuelán belül            |
|        |       | Nueva Esparta          | La Asunción            | 436 944 1,587%                           | 1150 km² 0,125%                       | 379,95 fő/km²       | Insular             | Nueva Esparta állam fekvése Venezuelán belül      |
|        |       | Portuguesa             | Guanare                | 873 375 3,173%                           | 15 200 km² 1,658%                     | 57,46 fő/km²        | Central- Occidental | Portuguesa állam fekvése Venezuelán belül         |
|        |       | Sucre                  | Cumaná                 | 916 646 3,33%                            | 11 800 km² 1,287%                     | 77,68 fő/km²        | Nor- Oriental       | Sucre állam fekvése Venezuelán belül              |
|        |       | Táchira                | San Cristóbal          | 1 177 255 4,277%                         | 11 100 km² 1,211%                     | 106,06 fő/km²       | Andean              | Táchira állam fekvése Venezuelán belül            |
|        |       | Trujillo               | Trujillo               | 711 392 2,584%                           | 7400 km² 0,807%                       | 96,13 fő/km²        | Andean              | Trujillo állam fekvése Venezuelán belül           |
|        |       | Vargas                 | La Güaira              | 332 938 1,209%                           | 1 496 km² 0,163%                      | 222,55 fő/km²       | Capital             | Vargas állam fekvése Venezuelán belül             |
|        |       | Yaracuy                | San Felipe             | 597 721 2,171%                           | 7100 km² 0,775%                       | 84,19 fő/km²        | Central- Occidental | Yaracuy állam fekvése Venezuelán belül            |
|        |       | Zulia                  | Maracaibo              | 3 620 189 13,151%                        | 63 100 km² 6,883%                     | 57,37 fő/km²        | Zulian              | Zulia állam fekvése Venezuelán belül              |
|        |       | Dependencias Federales | Los Roques             | 1765 0,007%                              | 342 km² 0,04%                         | 5,16 fő/km²         | Insular             | A Dependencias Federales fekvése Venezuelán belül |

## Különleges területek
| Zászló | Címer | Név                    | Székhely   | Népesség (2007) Lakossági részesedés (%) | Terület (km²) Területi részesedés (%) | Népsűrűség (fő/km²) | Régió   | Fekvés                                            |
| ------ | ----- | ---------------------- | ---------- | ---------------------------------------- | ------------------------------------- | ------------------- | ------- | ------------------------------------------------- |
|        |       | Distrito Capital       | Caracas    | 2 091 452 7,597%                         | 433 km² 0,047%                        | 4 830,14 fő/km²     | Capital | A Distrito Capital fekvése Venezuelán belül       |
|        |       | Dependencias Federales | Los Roques | 1765 0,007%                              | 342 km² 0,04%                         | 5,16 fő/km²         | Insular | A Dependencias Federales fekvése Venezuelán belül |